# Mercedes Bresso
Mercedes Bresso, née le 12 juillet 1944 à Sanremo en Ligurie, est une économiste et femme politique italienne. Elle a été présidente de la région du Piémont en Italie de 2005 à 2010. Membre du Parti démocrate (après avoir été républicaine et radicale), elle quitte son mandat de députée européenne (élue en 2004, remplacée par Giovanni Rivera en 2005 à la suite de l'élection régionale), qu'elle retrouve en 2014. Elle a été présidente de l'Union des fédéralistes européens (UEF) de 2005 à 2008, ainsi que présidente du Comité européen des régions de 2010 à 2012.

## Carrière
Mercedes Bresso obtient en 1969 son diplôme de macroéconomie. Elle est depuis 1973 professeur à l'institut économique de l'École polytechnique de Turin.
Depuis 1989, elle est très active au sein du parti Démocrates de gauche, classé à gauche. Elle est conseillère régionale du Piémont de 1985 à 1995, et y est chargée du développement et de la planification de 1994 à 1995 (au poste d’assessore regionale per la pianificazione territoriale).
De 1995 à 2004 elle est présidente de la province de Turin, néanmoins depuis 2002 elle est aussi représentante du Conseil des communes et régions d'Europe (CCRE). De 2004 à 2005 elle s'engage pour la fondation Cités et Gouvernements locaux unis où elle est actuellement représentante et membre fondatrice. Depuis avril 2005 jusqu'à décembre 2008, elle a été présidente de l'Union des fédéralistes européens (UEF). 
En février 2010, elle est élue présidente du Comité européen des régions de l'Union européenne, et ce jusqu'en 2012. En 2010, elle est battue de justesse par Roberto Cota pour la présidence du Piémont. Cette élection est invalidée par la justice en 2014.
Le 25 mai 2014 elle est élue députée européenne d'Italie de la 8e législature. Elle se présente à nouveau aux élections européennes de 2019 avec le PD dans la circonscription du Nord-Ouest, mais n'est pas élue.
Le 6 avril 2023 elle revient au Parlement européen, du fait de la démission de Pierfrancesco Majorino.

## Distinctions
En 2015, lauréate du prix Empereur-Maximilien, prix européen pour la politique régionale et locale décerné par le Land de Tyrol et la Ville d'Innsbruck.

## Décoration
- Grand officière de l'ordre du Mérite de la République italienne

## Publications
- Il bilancio e le politiche strutturali della CEE (mit anderen), Le Monnier, Firenze, 1979
- Pensiero economico e ambiente, Loescher, Torino, 1982
- Per un'economia ecologica, NIS, Roma, 1993
- Economia ecologica, Jaca Book, 1996